# Suman Pokhrel
Suman Pokhrel (Nepaleză: सुमन पोखरेल; nascut la 21 septembrie 1967) este un poet, traducător, și artist nepalez. Lucrările sale au fost traduse și publicate la nivel internațional.

El a primit Premiul Literar SAARC în 2013 și 2015 pentru propria sa poezie și contribuțiile sale la poezie și artă, în general, în regiunea Asia de Sud.

## Copilărie
Suman Pokhrel s-a născut la 21 septembrie 1967, în Mills Area, Biratnagar, fiind primul copil al Mukunda Prasad Pokhrel și Bhakta Devi Pokhrel.

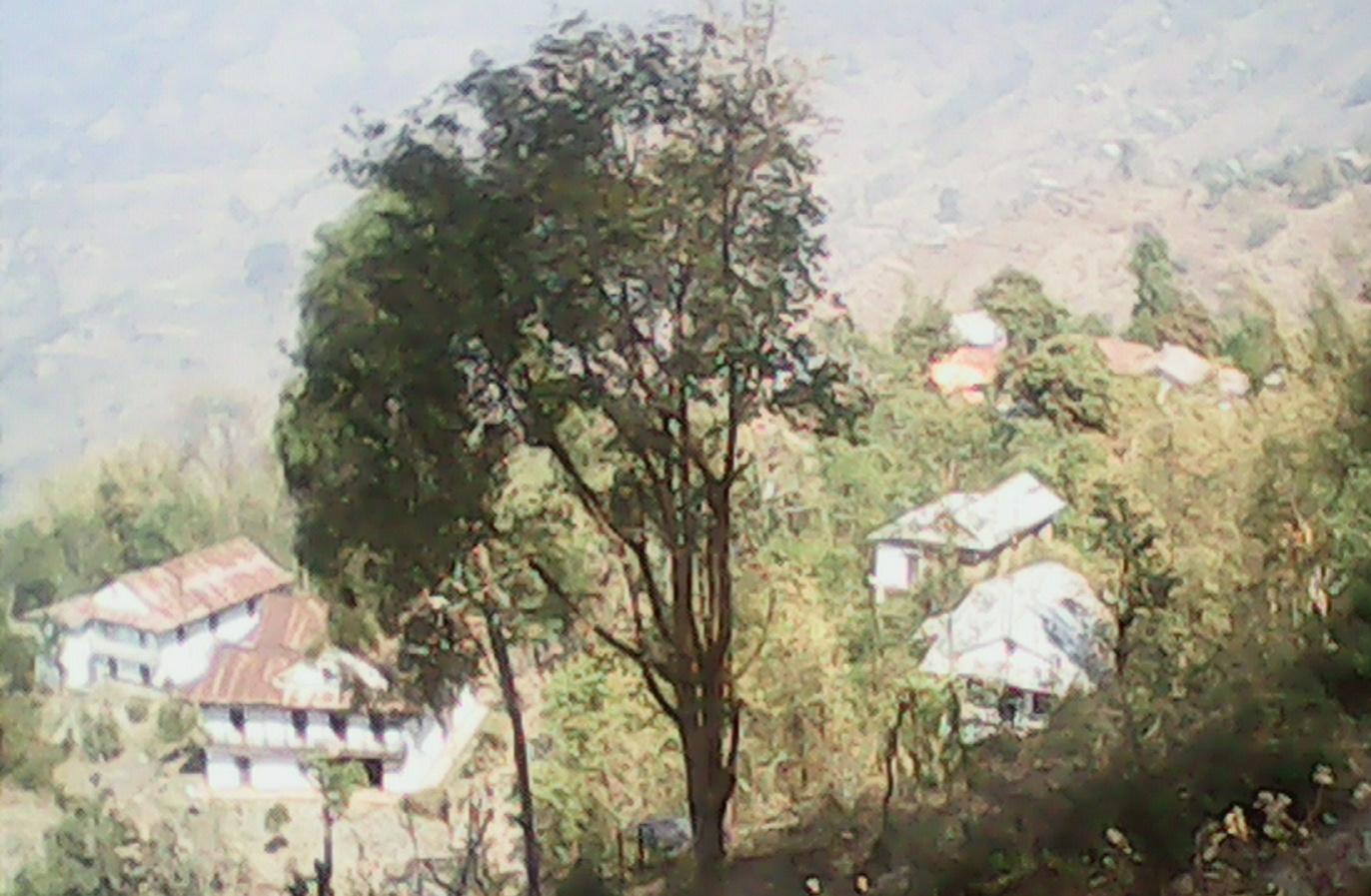
Kachide : Satul ancestral de Pokhrel

Suman Pokhrel si-a petrecut primii cinci ani din viata la centrul de dezvoltare din Biratnagar. Urmatorii ani i-a petrecut in satul său ancestral Kachide în Dhankuta in grija bunicilor lui., Bidhyanath Pokhrel, bunicul său, a fost  poet și  politician. Pokhrel a prins drag de literatură datorita bibliotecii  bunicului său, plina cu literatura nepaleză, hindi și literatura sanscrită clasică. La vârsta de doisprezece ani, s-a mutat înapoi în Biratnagar să locuiască împreună cu părinții săi. Pokhrel a fost instruit de către tatăl său, inginer de profesie și un bibliofil cu un interes deosebit în artă și literatură.

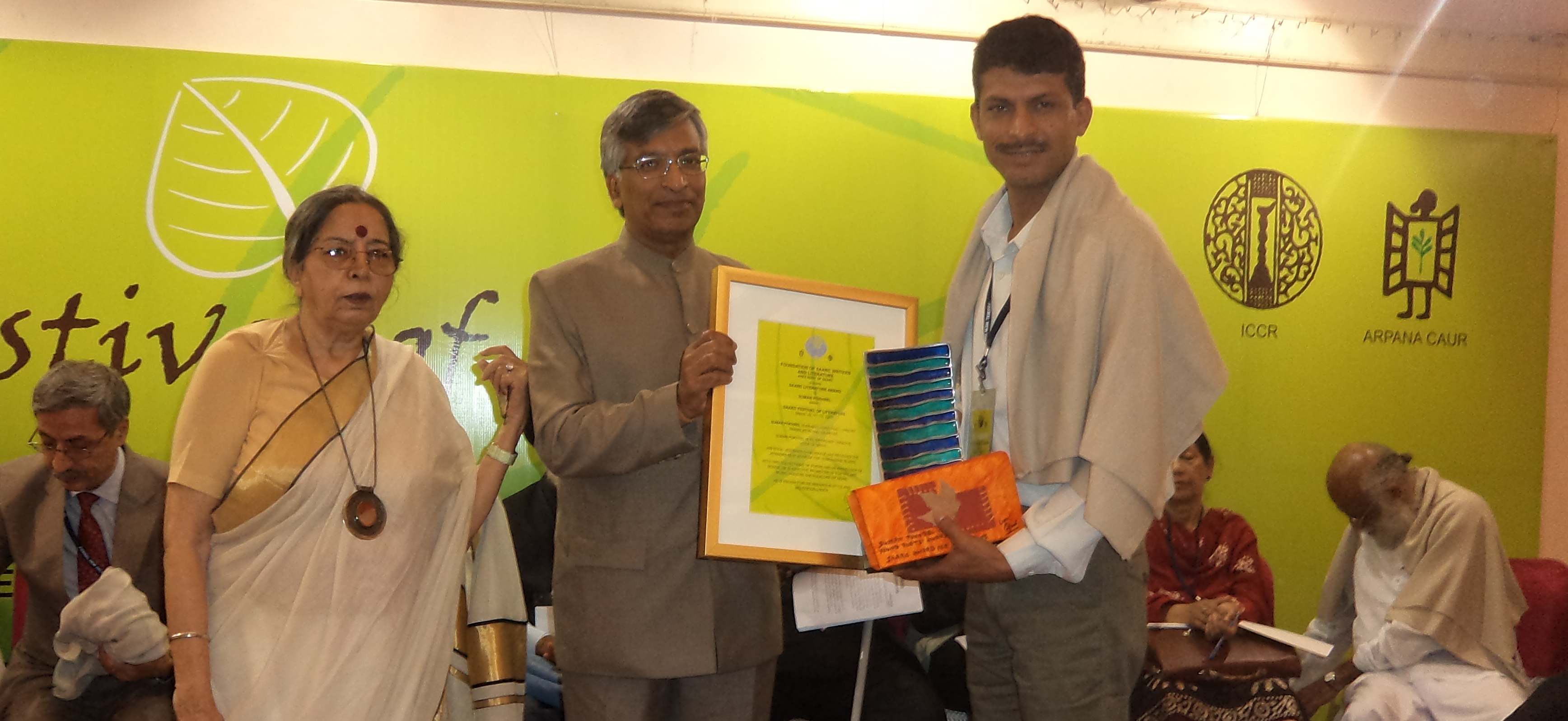
Suman Pokhrel a primit Premiul Literar SAARC 2013

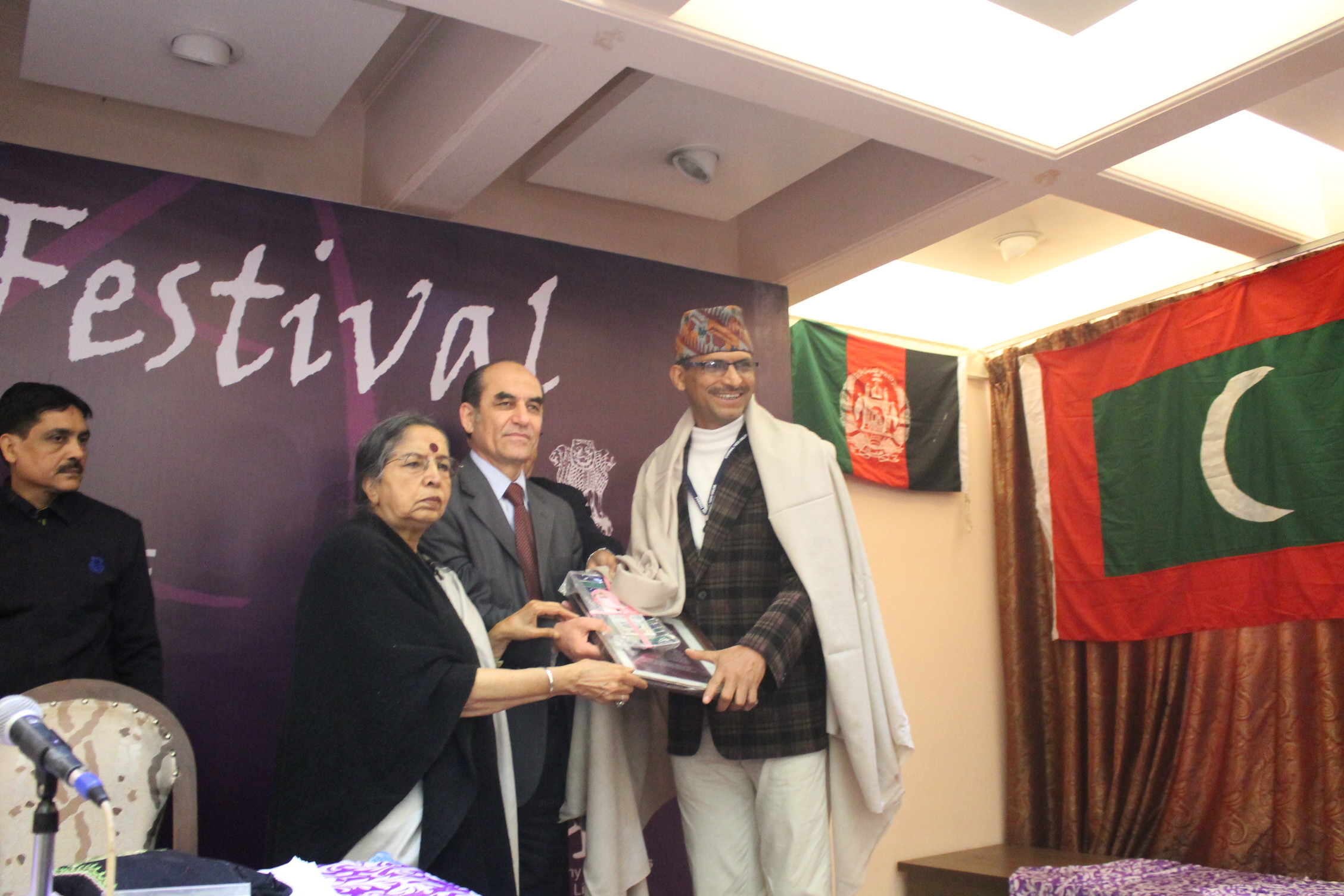
Suman Pokhrel a primit Premiul Literar SAARC 2015

## Educație
Pokhrel si-a câștigat BSC lui., M.B.A. și B.L. de la Universitatea Tribhuvan, Nepal 

## Carieră
Suman Pokhrel a intrat în serviciul public al Guvernului Nepalez în februarie 1995. Paraseste acest loc de munca  și se alătura Planului  Internațional, în decembrie 1998 ca activist de dezvoltare  pentru  zona colinară a țării. Proiectul a necesitat vizite in zone foarte îndepărtate ale regiunii.
În timpul vizitelor sale în satele defavorizate a fost impresionat de viata grea pe care oamenii o duc aici si a scris poemul Khorampa, acesta fiind numele unui astfel de sat lovit de o saracie crunta.
 

Poem lui, Taj Mahal și Iubirea Mea, este un poem inovator.

## Lucrări literare

### Publicații

#### Colectii Poezie
- Soonya Mutuku Dhadkanbhitra - 2000, Vaani Publicare Biratnagar [26]
- Jeevanko Chheubaata - 2009, Vaani Publicare Biratnagar  ISBN 9789994626556[27][28]

#### Colectia de poezii lirice
- Hazaar Aankhaa Yee Aankhaamaa 2003, Vaani Publicare Biratnagar. ISBN 9789993365637[29][30]

### Traduceri

#### Poezie
- Traduce  un număr de opere de poeți străini în nepaleză,  printre care lucrări de  Anna Akhmatova,  Anna Swir, Allen Ginsberg, Delmira Agustini, Faiz Ahmad Faiz, Forough Farrokhzad, Gabriela Mistral, Gulzar, Jacques Prévert, Mahmoud Darwish, Nazik Al Malaika, Nazim Hikmet, Nizar Qabbani, Octavio Paz, Pablo Neruda, Sahir Ludhiyanvi, Sylvia Plath, Yehuda Amichai.[22]

#### Dramă
- Traducere de 'The Tempest' de William Shakespeare dramă în Nepaleză ca "Aandhibehari"[necesită citare]

#### Memoriu
- Translation de memoir One Zero One de Ajeet Cour în Nepaleză ca  "Phiranta"[necesită citare]

## Premii
- Premiul Literar SAARC 2015 – Fundația de SAARC Scriitori și Literatură.[31]
- Premiul Literar SAARC 2013 – Fundația de SAARC Scriitori și Literatură.[31]
- Premiul Parikalpna, 2013 - Parikalpana Samaya, India.[32]
- Jayandra Cel mai bun Cartea Anului, 2010– Jayandra Prasai Academie.[33]

## Referinte
1. ↑  Geni.com, accesat în 7 martie 2020
2. ↑  MusicBrainz, accesat în 7 martie 2020
3. ↑  Theatricalia, accesat în 7 martie 2020
4. ↑  Goodreads, accesat în 7 martie 2020
5. ↑  Open Library, accesat în 7 martie 2020
6. ↑  Geni.com
7. ↑   https://www.geni.com/profile/6000000013356238446/events/6000000013356135562 Lipsește sau este vid: |title= (ajutor)
8. 1 2  „Suman Pokhrel”, Internet Movie Database
9. ↑  ORCID
10. ↑  ORCID Public Data File 2023, accesat în 10 noiembrie 2023
11. ↑   https://soundcloud.com/sumanpokhrel/kati-mitha-kati-nyana Lipsește sau este vid: |title= (ajutor)
12. ↑   https://theatricalia.com/play/egy/yajnaseni Lipsește sau este vid: |title= (ajutor)
13. ↑   https://www.hindustantimes.com/books/five-writers-honoured-at-saarc-literature-festival/story-Il4rKRokFAD1IFGMzRapfI.html Lipsește sau este vid: |title= (ajutor)
14. ↑  „Suman Pokhrel”. Foundationsaarcwriters.com. Arhivat din original la 14 iulie 2014. Accesat în 25 mai 2014.
15. ↑  Ed. K. Satchidanandna and Ajeet Cour: SONGS WE SHARE, Poetry Across Borders". New Delhi: ERA, 2011. p. 88, 179, 255. ISBN 8188703214
16. ↑  The Songs We Share[nefuncțională]
17. ↑  name="satchidanandna88"> Ed. K. Satchidanandna and Ajeet Cour: SONGS WE SHARE, Poetry Across Borders". New Delhi: ERA, 2011. p. 88, 179, 255. ISBN 8188703214</
18. ↑  Art of Being Human, An Anthology of International Poetry - Volume 9 p.144, 145, Canada  Editors- Daniela Voicu & Brian Wrixon, ISBN 9781927682777
19. ↑  Introduction to poet in 'Jeevanko Chheubaata'
20. ↑  Introduction to poet given by Dr. Kumar Prasad Koirala at launching program of 'Hazaar Aankha Yee Aankhama'
21. ↑  Prof. Abhi Subedi : Sahitya ra Aam Britta p 189, 2014, ISBN 978 9937 852531
22. 1 2  Article "Suman Ek Suwas Aanek" by Gandakiputra, Nagarik National Daily, Friday 26 April 2013
23. ↑  Khorampa* - Khorampa* Poem by Suman Pokhrel (în engleză), Poem Hunter, 5 mai 2009
24. ↑  Dadhiraj Subedi, "नेपाली साहित्यका मुस्कानहरू (The Smiles of Nepali Literature)"- 2013, Purwanchal Sahitya Academy, Biratnagar -  ISBN 978 9937248266
25. ↑  The Art of Being Human Volume 6, An Anthology of International Poetry, p. 83 Blurb, Canada, ISBN 9781927682630
26. ↑  „Madan Puraskar Pustakalaya”. Madanpuraskar.org. Accesat în 25 mai 2014.
27. ↑  „Madan Puraskar Pustakalaya”. Madanpuraskar.org. Accesat în 25 mai 2014.
28. ↑  „Publication2” (PDF). Arhivat din original (PDF) la 14 iulie 2014. Accesat în 27 mai 2014.
29. ↑  „Madan Puraskar Pustakalaya”. Madanpuraskar.org. Accesat în 25 mai 2014.
30. ↑  „Hazaar Aankhaa Yee Aankhaamaa-Internal Pages_Final.pub” (PDF). Arhivat din original (PDF) la 14 iulie 2014. Accesat în 27 mai 2014.
31. 1 2  https://en.wikipedia.org/wiki/SAARC_Literary_Award
32. ↑  „copie arhivă”. Arhivat din original la 18 octombrie 2015. Accesat în 25 noiembrie 2014.
33. ↑  „जयेन्द्र प्रसाई साहित्य पुरस्कार कवि पोखरेललाई”. Pratinidhibelgium.com. 6 septembrie 2010. Arhivat din original la 14 iulie 2014. Accesat în 25 mai 2014.